# 빈의 구

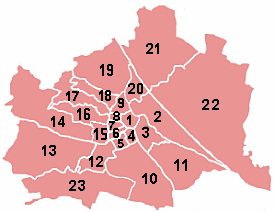
빈의 구. 숫자는 각 구의 번호에 대응한다.

오스트리아 빈의 구(독일어: Wiener Gemeindebezirke 비너 게마인데베치르케[*])는 23개가 있다. 각 구는 이름으로도 불리지만, 1구, 2구 .. (1. Bezirk. 2. Bezirk ...)처럼 번호로 불리기도 한다. 또한 빈 시내의 우편번호는 2 · 3번째 자리가 이 숫자로 구성되어 있으며, 예를 들어 '1080'은 8구로 일부의 예외를 제외하고 이 우편번호는 어느 구인지 쉽게 판별 가능하다.
지역 방언에서는 구를 나타내는 Bezirk 단어 대신에 Hieb가 사용되기도 한다.

## 구 목록
| 1. 인네레슈타트   |
| 2. 레오폴트슈타트 |
| 3. 란트슈트라세   |
| 4. 비덴           |
| 5. 마르가레텐     |
| 6. 마리아힐프     |
| 7. 노이바우       |
| 8. 요제프슈타트   |
| 9. 알저그룬트     |
| 10. 파보리텐      |
| 11. 지머링        |
| 12. 마이들링      |

| 13. 히칭                   |
| 14. 펜칭                   |
| 15. 루돌프스하임퓐프하우스 |
| 16. 오타크링               |
| 17. 헤르날스               |
| 18. 베링                   |
| 19. 되블링                 |
| 20. 브리기테나우           |
| 21. 플로리츠도르프         |
| 22. 도나우슈타트           |
| 23. 리징                   |